# 埃里 (约讷省)
埃里（法語：Héry，法語發音：[eʁi]）是法国勃艮第-弗朗什-孔泰大区约讷省的一个市镇，属于欧塞尔区。

## 地理
埃里（47°54'4"N, 3°37'34"E）面积21.19 平方千米，位于法国勃艮第-弗朗什-孔泰大區约讷省，该省份为法国中北部内陆省份，西接卢瓦雷省，西北接塞纳-马恩省，南至涅夫勒省，东临科多尔省，东北与奥布省接壤。
与埃里接壤的市镇（或旧市镇、城区）包括：蒙圣叙尔皮斯、居尔日、欧特里沃、莫内托、蒙蒂尼拉雷勒、鲁夫赖、塞涅莱、韦尔日尼、圣萨尔沃新城。

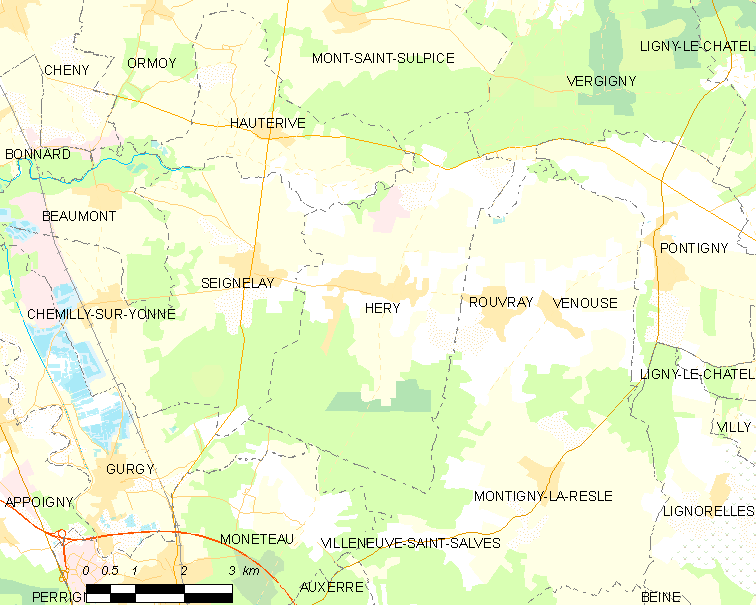
的OSM定位图

埃里的时区为UTC+01:00、UTC+02:00（夏令时）。

## 行政
埃里的邮政编码为89550，INSEE市镇编码为89201。

## 政治
埃里所属的省级选区为圣弗洛朗坦县。

## 人口

1962-2008年间人口变化图示

埃里于2022年1月1日时的人口数量为1789人。